# 夸蒂瓜
夸蒂瓜是巴西巴拉那州的一个市镇。总面积112.689平方公里，总人口7116人，人口密度63.1人/平方公里。